# Promontogno
Promontogno (toponimo italiano è una frazione di 105 abitanti del comune svizzero di Bregaglia, nella regione Maloja (Canton Grigioni).

## Geografia fisica
La località Porta (Müraia in dialetto), che si trova su un'altura nei pressi di Promontogno a 942 m s.l.m., divide la Val Bregaglia in due sezioni: la parte a ovest viene chiamata Sottoporta, la parte a est Sopraporta.

## Storia
Promontogno è stato frazione di Bondo dal 1879 fino al 1º gennaio 2010, quando questo è stato accorpato agli altri comuni soppressi di Castasegna, Soglio, Stampa e Vicosoprano per formare il nuovo comune di Bregaglia, il cui municipio si trova a Promontogno.

## Monumenti e luoghi d'interesse
- Chiesa di Nostra Signora, eretta nell'Alto Medioevo e ricostruita in epoca romanica e nel XIX secolo[3];
- Rovine della fortezza di Castelmur, eretta nell'Alto Medioevo[3].